# 13734 Буклад
13734 Буклад (13734 Buklad) — астероїд головного поясу, відкритий 14 вересня 1998 року.
Тіссеранів параметр щодо Юпітера — 3,643.